# Стефан (Дзюбай)
Стефан (в миру Олександр Стефанович Дзюбан; 27 лютого 1857, Кальник, Австрійська імперія — 2 квітня 1933, Греймур, штат Нью-Йорк) — греко-католицький священник, до 1926 року — єпископ Північно-Американської митрополії, єпископ Пітсбургський, вікарій Алеутской єпархії.

## Біографія
Олександр Дзюбан народився 27 лютого 1857 року в селі Кальник в Закарпатті в сім'ї Стефана і Юстини Дзюбан, прихожан уніатської Церкви.
У 1880 році закінчив Ужгородську католицьку семінарію, отримавши ступінь доктора теології. У 1881 році одружився з дочкою греко-католицького священника і був висвячений на священника, служив в селі Лохово. Після раптової смерті дружини в листопаді переведений до церкви Святої Трійці в Ужгороді.
У 1887 році разом з митрополитом Сильвестром (Сембратовичем) відвідує Рим в зв'язку з ювілеєм Папи Римського.
У 1889 році переїхав до США, створив уніатські парафії для русинів в Хальцтоні, Крантоні, Трентоні, Тренжері, Джонстоуні, Пітсбурзі, Панкстоуні, Нью-Джерсі, Брукліні, Нью-Йорку, Іллінойсі, Міннеаполісі, Міннесоті та інших штатах і містах США.
У 1913 році висвячений в сан вікарія греко-католицької церкви Америки.
30 липня 1916 року перейшов до православ'я і постригся в чернецтво з ім'ям Стефан.
7 серпня 1916 року в Нікольському Кафедральному соборі в Нью-Йорку хіротонізований на єпископа Піттсбурзького, вікарія Алеутської єпархії. Чин хіротонії здійснювали: архієпископ Євдоким (Мещерський), єпископ Олександр (Немоловський) і митрополит Герман. Єпископ Стефан був поставлений для очолення православної місії серед уніатів-карпатських русинів і улаштування їх духовного життя в лоні РПЦ в Північній Америці . Через його погане ставлення до кліру і похилого віку місія його великого успіху не мала.
У 1922 році поставив питання про призначення на місце архієпископа Олександра (Немоловського) митрополита Платона (Рождественського) . 26 жовтня 1922 року оприлюднив текст заяви як глава єпархії (хоча він був тільки вікарієм у архієпископа Олександра) і в співслужінні з єпископом Моравсько-Сілезьким Гораздом (Павликом) висвятив Адама (Филиповського) в єпископа Канадського (кафедра звільнилася після від'їзду з Північної Америки архієпископа Олександра).
7-9 листопада того ж року відбувся Третій Всеамериканський Собор в Пітсбурзі. На цьому Соборі за рекомендацією Патріарха Тихона і за призначенням Закордонного Архієрейського Синоду митрополит Одеський Платон (Рождественський) був обраний главою Північно-Американської та Канадської єпархії. Єпископ Стефан (Дзюбан) зі своїми прихильниками 5 грудня скликав паралельний собор у Філадельфії, на якому відмовився визнати призначення митрополита Платона, але на початку наступного року він покаявся і повернувся в лоно Церкви.
У 1924 році об'єднав Панамериканський Синод з Синодом Детройта.
Згідно зі списком, переданим Євгену Тучкову обновленським Синодом 5 квітня 1925 року, в Північноамериканській єпархії перебувало 5 архієреїв-обновленців: архієпископ Іоанн Кедровський, єпископ Сан-Францизькій Микола Соловей, єпископ Пітсбурзький Стефан (Дзюбан), єпископ Філадельфійський Адам Филиповський і єпископ Бруклінський Євтимій (Офейш).
У 1926 році повернувся в католицтво з надією отримати від Риму сан єпископа унійної Церкви в Америці, але цього не сталося.
Він опинився в повній ізоляції. Відходить у римсько-католицький монастир в Греймуре, Нью-Йорк, де жив до кінця життя.
Помер 2 квітня 1933 року в монастирі в Греймурі під Нью-Йорком.